# Trigal (película)
Trigal es una película dramática mexicana de 2022 escrita y dirigida por Anabel Caso en su debut como directora. Protagonizado por Emilia Berjón Ramírez, Abril Michel y Alberto Guerra. La película trata sobre el despertar sexual en la pubertad femenina. Hasta el momento, la película fue nominada en la categoría de Mejor película en el Festival Internacional de Cine de Morelia y 4 nominaciones al Premio Ariel incluyendo mejor coactuación femenina para Nicolasa Ortiz Monasterio y Úrsula Pruneda, mejor revelación actoral para Emilia Berjón y mejor ópera prima.

## Sinopsis
Sofía, una chica de 13 años, durante sus vacaciones es enviada a una casa de campo en Sonora donde su prima Cristina de 15 años la espera. En esos días calurosos de ocio y caminatas entre los trigales, ambas se verán sumergidas en un triángulo amoroso con un jornalero veinte años mayor, J.C. y cuyo final, no exento de dolor, marcará el paso de la pubertad a la adolescencia para las dos.

## Reparto
Los actores que participaron en esta película son:
- Emilia Berjón Ramírez como Sofía
- Abril Michel como Cristina
- Alberto Guerra como J.C.
- Nicolasa Ortiz Monasterio como Silvia
- Úrsula Pruneda como Susi
- Patricia Ortiz como Carmen
- Gerardo Trejoluna como Francisco
- Memo Villegas como Raíl

## Producción

### Guion
La idea original de Trigal nació hace 10 años, tomando como inspiración memorias personales que la directora tuvo en su vida de campo con sus abuelos y sus primos en Argentina.

### Filmación
La fotografía principal inició en marzo de 2020 en Hermosillo, México. Sin embargo, luego de 2 semanas de rodaje las grabaciones se paralizaron debido a la pandemia COVID-19. Al final, reanudaron las grabaciones el 10 de agosto de 2020 durando 2 semanas.

## Lanzamiento
Tuvo su estreno mundial el 25 de octubre de 2022 en Festival Internacional de Cine de Morelia. Se estrenó comercialmente el 20 de abril de 2023 en cines mexicanos.

## Premios y nominaciones
| Año  | Premio / Festival                         | Categoría                  | Recipiente                | Resultado | Ref.   |
| ---- | ----------------------------------------- | -------------------------- | ------------------------- | --------- | ------ |
| 2022 | Festival Internacional de Cine de Morelia | Mejor película             | Trigal                    | Nominada  | [ 17 ] |
| 2023 | Premio Ariel                              | Mejor coactuación femenina | Nicolasa Ortiz Monasterio | Pendiente | [ 18 ] |
| 2023 | Premio Ariel                              | Mejor coactuación femenina | Úrsula Pruneda            | Ganadora  | [ 18 ] |
| 2023 | Premio Ariel                              | Mejor revelación actoral   | Emilia Berjón             | Ganadora  | [ 18 ] |
| 2023 | Premio Ariel                              | Mejor ópera prima          | Trigal                    | Pendiente | [ 18 ] |